# Goodea
Goodea é um género de peixe da família Goodeidae.
Este género contém as seguintes espécies:
- Goodea gracilis
- Goodea atripinnis